# Bill Condon
William "Bill" Condon (22 de octubre de 1955) es un guionista y director estadounidense, más conocido por dirigir y escribir películas aclamadas por la crítica como Chicago, Kinsey, Dreamgirls y las dos últimas entregas de The Twilight Saga: Breaking Dawn. En 1998, Condon debutó como guionista en Dioses y monstruos, que le valió su primer Oscar. También fue nominado por Chicago. En 2006 Condon ganó un Globo de Oro por su película Dreamgirls, que escribió y dirigió. Sus películas han sido éxitos comerciales y en la crítica.

## Biografía

### Primeros años
Bill Condon nació en Nueva York, fue criado por sus padres, irlandeses católicos. A la edad de doce años, Condon se sintió atraído por la escritura guion con su primera visita a Bonnie y Clyde: «Parte del placer de que era una cosa completamente instintiva que me atrajo al mundo de la escritura de cine. De repente se convirtió en todos los sentidos, su mente fue contratada por él. Lo más agradable fue que se sintió como si fuera parte del movimiento y parte de esa diversión».[cita requerida] A los 18 años, fue a estudiar filosofía en la Columbia University.

### Carrera
Después de obtener su Licenciatura en Artes, Condon empezó a trabajar como periodista para revistas de cine, como American Film y Millimeter. Él comenzó su carrera escribiendo la película independiente Strange (1981) y el gran presupuesto de ciencia ficción Invaders Romp Strange (1983) protagonizada por Nancy Allen y Wallace Shawn. Su debut como director fue Sister, Sister (1987), un espeluznante misterio gótico meridional protagonizada por Eric Stoltz y Jennifer Jason Leigh. Después de esto, Condon hizo una serie de novelas de suspenso hecha para la TV, incluyendo Asesinato 101 (1991), protagonizada por Pierce Brosnan y por el cual Condon ganó junto a su coguionista Roy Johansen 1992 un premio Edgar por su guion. Durante este período también escribió el guion de la película de suspenso F/X2 (1991), que fue dirigida por el director australiano Richard Franklin.
En 1994, volvió a formar equipo con Nancy Allen para dirigir la película The Man Who Wouldn't Die, que también protagonizó Roger Moore. Después de dirigir Candyman: Farewell to the Flesh (1995), una secuela de película de terror de Bernard Rose, Condon llegó a la fama del cine con Dioses y Monstruos, que él mismo escribió y dirigió. El guion fue basado en una novela escrita por Christopher Bram. Por sus este film que ganó el Oscar a Mejor Guion Adaptado. También sería nominado para el mismo premio Oscar en 2002 por la adaptación del musical Chicago, que también le valió un segundo premio Edgar.
Recibió elogios de nuevo en 2004 por escribir y dirigir la película Kinsey, que narra la vida del controvertido investigador sexual Alfred Kinsey. En 2005, le dieron el Premio Stephen F. Kolzak en los Premios GLAAD.
En 2005, se anunció que Condon iba a escribir el guion y dirigir, la adaptación cinematográfica de Dreamgirls, el aclamado musical de Broadway basado libremente en la carrera del grupo musical The Supremes con Motown Records. Fue su segunda adaptación de un musical. La producción fue filmada en los estudios de CBS en Los Ángeles, con un elenco que incluye a Jamie Foxx, Eddie Murphy, Beyoncé Knowles, Jennifer Hudson, Anika Noni Rose, y Danny Glover. Dreamgirls fue estrenada en diciembre de 2006, con lanzamiento final en abril. Condon recibió Directors Guild of America y Broadcast Film Critics Association candidaturas para dirigir la película, pero al mismo tiempo las candidaturas llegaron a cuentan con ocho, pero ni Condon, ni la película recibió nominaciones en sus categorías en los Premios de la Academia.
Condon es un miembro de los proyectos de largometrajes independientes (IFP) en Los Ángeles, una organización sin fines de lucro que apoya a las películas independientes, así como del Comité Directivo Independiente de Escritores, que fue iniciado por la Writers Guild of America (WGA). Él ganó mucha atención en 2010 cuando se anunció que iba a dirigir las dos partes de The Twilight Saga: Breaking Dawn una adaptación de la cuarta y última novela de la saga Twilight de Stephenie Meyer.

## Filmografía

### Director
| Años | Título                                    | Notas                                |
| ---- | ----------------------------------------- | ------------------------------------ |
| 1987 | Sister, Sister                            |                                      |
| 1991 | Murder 101                                | Película para televisión             |
| 1991 | White Lie                                 | Película para televisión             |
| 1991 | Dead in the Water                         | Película para televisión             |
| 1993 | Deadly Relations                          | Película para televisión             |
| 1994 | The Man Who Wouldn't Die                  | Película para televisión             |
| 1995 | Candyman 2                                |                                      |
| 1998 | Dioses y monstruos                        |                                      |
| 2000 | The Others                                | Serie de televisión; episodio "1112" |
| 2004 | Kinsey: El científico del sexo            |                                      |
| 2006 | Dreamgirls                                |                                      |
| 2010 | The Big C                                 | Serie de televisión; episodio piloto |
| 2011 | Tilda                                     | Serie de televisión                  |
| 2011 | The Twilight Saga: Breaking Dawn - Part 1 |                                      |
| 2012 | The Twilight Saga: Breaking Dawn - Part 2 |                                      |
| 2013 | The Fifth Estate                          |                                      |
| 2014 | A Slight Trick of the Mind                |                                      |
| 2015 | Mr. Holmes                                |                                      |
| 2017 | La bella y la bestia                      |                                      |
| 2019 | The Good Liar                             |                                      |

### Guionista
| Año  | Título                         | Notas            |
| ---- | ------------------------------ | ---------------- |
| 1981 | Strange Behavior               |                  |
| 1983 | Strange Invaders               | Guion / Historia |
| 1987 | Sister, Sister                 |                  |
| 1991 | Murder 101                     | Historia         |
| 1991 | F/X 2                          | Historia         |
| 1998 | Dioses y monstruos             | Guion            |
| 2002 | Chicago                        | Guion            |
| 2004 | The Devil and Daniel Webster   | Guion            |
| 2004 | Kinsey: El científico del sexo |                  |
| 2006 | Dreamgirls                     | Guion            |
| 2009 | The 81st Annual Academy Awards | Especial TV      |
| 2011 | Tilda                          | Guion            |

### Actor
| Año  | Título           | Personaje    | Notas         |
| ---- | ---------------- | ------------ | ------------- |
| 1981 | Strange Behavior | Bryan Morgan |               |
| 1983 | Strange Invaders | -            | No acreditado |
| 1987 | Sister, Sister   | Priest       |               |

## Premios y nominaciones
Premios Óscar
| Año  | Categoría            | Película           | Resultado |
| ---- | -------------------- | ------------------ | --------- |
| 1999 | Mejor guion adaptado | Dioses y monstruos | Ganador   |
| 2003 | Mejor guion adaptado | Chicago            | Nominado  |

Globo de Oro
| Año  | Categoría              | Película | Resultado |
| ---- | ---------------------- | -------- | --------- |
| 2003 | Mejor Guion - Película | Chicago  | Nominado  |

Festival Internacional de Cine de San Sebastián
| Año  | Categoría                  | Película           | Resultado |
| ---- | -------------------------- | ------------------ | --------- |
| 1998 | Premio Especial del Jurado | Dioses y monstruos | Ganador   |

### Otros premios y nominaciones
| Año  | Premio                                       | Categoría | Película                                  | Resultado          |          |
| ---- | -------------------------------------------- | --- | ----------------------------------------- | ------------------ | -------- |
| 1984 | Saturn Award                                 | Mejor Guion | Strange Invaders                          | Nominado           |          |
| 1992 | Edgar Allan Poe Awards                       | Mejor Reportaje de Televisión o Miniserie | Murder 101                                | Ganador            |          |
| 1993 | CableACE Awards                              | Miniserie | Mentira Blanca                            | Nominado           |          |
| 1998 | Chicago International Film Festival          | Mejor Película | Dioses y Monstruos                        | Ganador            |          |
| 1998 | Deauville Film Festival                      | Premio de la Crítica | Dioses y Monstruos                        | Ganador            |          |
| 1998 | Deauville Film Festival                      | Gran Premio especial | Dioses y Monstruos                        | Nominado           |          |
| 1998 | Ghent International Film Festival            | Premio del público | Dioses y Monstruos                        | Ganador            |          |
| 1998 | Ghent International Film Festival            | Premio FIPRESCI | Dioses y Monstruos                        | Ganador            |          |
| 1998 | Seattle International Film Festival          | Mejor Director | Dioses y Monstruos                        | Ganador            |          |
| 1999 | Bram Stoker Awards                           | Mejor Guion (con Alex Proyas, Lem Dobbs y David S. Goyer para Dark City (1998).)                                                                                   | Dioses y Monstruos                        | Dioses y Monstruos | Ganador  |
| 1999 | British Independent Film Awards              | Mejor Director | Dioses y Monstruos                        | Dioses y Monstruos | Nominado |
| 1999 | Chlotrudis Awards                            | Mejor Director | Nominado                                  | Dioses y Monstruos |          |
| 1999 | Independent Spirit Awards                    | Mejor Guion | Nominado                                  | Dioses y Monstruos |          |
| 1999 | Satellite Awards                             | Mejor Película Guion- Adaptación | Ganador                                   | Dioses y Monstruos |          |
| 1999 | USC Scripter Award                           | USC Scripter Award | Nominado                                  | Dioses y Monstruos |          |
| 1999 | Writers Guild of America, USA                | Mejor guion basado en material previamente producido o publicado                                                                                                   | Nominado                                  | Dioses y Monstruos |          |
| 2003 | Edgar Allan Poe Awards                       | Mejor Película | Chicago                                   | Ganador            |          |
| 2003 | Satellite Awards                             | Mejor Guion Adaptado | Chicago                                   | Nominado           |          |
| 2003 | Writers Guild of America, USA                | Mejor guion Adaptado | Chicago                                   | Nominado           |          |
| 2004 | Southeastern Film Critics Association Awards | Mejor Guion Original | Kinsey                                    | 2.º Lugar          |          |
| 2005 | Directors Guild of Great Britain             | Logro directoral excepcional en el Cine Internacional | Kinsey                                    | Ganador            |          |
| 2005 | Broadcast Film Critics Association Awards    | Mejor Escritor | Kinsey                                    | Nominado           |          |
| 2005 | GLAAD Media Awards                           | Premio Stephen F. Kolzak Award | Kinsey                                    | Ganador            |          |
| 2005 | Independent Spirit Awards                    | Mejor Guion | Kinsey                                    | Nominado           |          |
| 2005 | Satellite Awards                             | Mejor Película Guion- Adaptación | Kinsey                                    | Ganador            |          |
| 2005 | Satellite Awards                             | Mejor Guion Original | Kinsey                                    | Ganador            |          |
| 2005 | USC Scripter Award                           | Mejor Guion Original | Kinsey                                    | Nominado           |          |
| 2006 | Satellite Awards                             | Mejor Director | Dreamgirls                                | Ganador            |          |
| 2006 | Satellite Awards                             | Mejor Guion Adaptado | Dreamgirls                                | Nominado           |          |
| 2007 | Broadcast Film Critics Association Awards    | Mejor Director | Dreamgirls                                | Nominado           |          |
| 2007 | Directors Guild of America                   | El logro directoral excepcional en el cine | Dreamgirls                                | Nominado           |          |
| 2007 | L.A. Outfest                                 | Outfest Achievement Award | Dreamgirls                                | Ganador            |          |
| 2008 | Cinema Audio Society, USA                    | Premio Cineasta |                                           | Ganador            |          |
| 2009 | Emmy Awards                                  | Excelentes programas de clase especial (compartido con Michael B. Seligman (productor supervisor)Laurence Mark (productor) Hugh Jackman (host))                    | The 81st Annual Academy Awards            | Nominado           |          |
| 2009 | Emmy Awards                                  | Mejor Guion de Variedades, Música o Comedia (compartido con Jon Macks (guionista) Jenny Bicks (escritor) John Hoffman (escritor) Bruce Vilanch (escritor) y otros) | The 81st Annual Academy Awards            | Nominado           |          |
| 2012 | Razzie Awards                                | Peor Director | The Twilight Saga: Breaking Dawn - Part 1 | Ganador            |          |